# MathType
MathType（マスタイプ）は、Design ScienceがWindowsおよびmacOS向けに販売している数式入力ソフトウエアである。画面上部の「Symbol Palettes」や「Template Palettes」に配置された数学記号のボタンをクリックすることで、容易に数式を組み立てられる。また、MathTypeはMicrosoft Officeの数式エディタの機能拡張版である。
Windows版MathTypeは、Microsoft Office のバージョン2000、XP、2003、および2007の数式エディタと互換性がある。またmacOS版MathTypeは、Microsoft Office のバージョン98、2001、v.X、2004、および2008の数式エディタと互換性があるほか、AppleのiWork'09との連携が可能となっている。
従来はGUI方式の面倒な数式編集しかできなかったが、6.5以降ではWord上にかかれたTeXのコマンドを直接Word上で数式に変換できるようになり、数式作成に革命的な変化が起こった。また、Wikipediaの数式を直接再編集可能な数式としてWordに貼り付けられるようになった。なお、現時点ではPowerPoint上ではTeXのコマンド上での直接的な数式編集はできない。